# Joseph Noulens (écrivain)
Pour l’article homonyme, voir Joseph Noulens.
Joseph Marie Eliacim Noulens, né le 29 octobre 1828 à Condom (Gers) et mort le 6 mars 1898 dans le 17e arrondissement de Paris, est un écrivain, journaliste, critique d'art et poète d'expression française et gasconne (occitan).

## Biographie
En 1848, à Mézy, près de Meulan, il est avec d'autres Gersois, Ulysse Pic et Anselme Bellegarrigue, parmi les fondateurs de la Société des libres penseurs, d'inspiration nettement anarchiste, qui est interdite au bout de neuf jours. En 1849, il commence à écrire des articles sur le théâtre et sur l'art. Républicain convaincu, il s'oppose vigoureusement au coup d'État de Napoléon III en s'exprimant dans le journal progressiste Le Suffrage universel. Cela lui vaut d'être arrêté et déporté en Algérie, d'abord à Mostaganem, puis à Oran, pendant 14 mois. Une fois rmis en liberté, le pouvoir lui offre une place de sous-préfet à Montélimar, qu'il refuse.
En 1854, il publie Les Tropicales, recueil de poésies qu'il a rapportées d'Algérie.
En 1856, il fonde la Revue d'Aquitaine, qui paraît jusqu'en 1870, publiant de nombreux auteurs régionaux et suscitant de nombreux émules. Entre 1863 et 1868, il publie la généalogie de plusieurs grandes familles de Gascogne : Maisons historiques de Gascogne et Maisons historiques de Gascogne, Guienne, Béarn, Languedoc et Périgord.
Il écrit les paroles d'une chanson, Les Aristos, qui connaît un grand succès auprès de ses camarades républicains de Condom, qui la rebaptisent La Marseillaise du prolétaire.
Installé ensuite en région parisienne, il fonde en 1869, à Beauvais, L'Indépendant de l'Oise, le seul journal républicain de ce département. En 1870, sa plume vigoureuse lui vaut cette fois d'être emprisonné par les Prussiens.
Inspecteur de la Société française d'archéologie, membre de la Société des gens de lettres, de la Soucieta Felibrenco de Paris, de la Société de l'histoire de France, de la Société de géographie, Joseph Noulens publie de nombreuses études et ouvrages, notamment sur la généalogie et l'héraldique. À la fin de sa vie, il se retourne vers sa langue maternelle et se remet à la poésie : un recueil de poésies en gascon intitulé Flahuto gascouno (« Flûte gasconne »).

## Œuvres
- Les Tropicales, poésie, Victor Lecou, 1854; A. Lemerre, 1878
- Symbolisme des noms de Bonaparte et de Napoléon, 1859
- Maison du Pleix de Cadignan, généalogie, Dumoulin, 1861
- Documents historiques sur la maison de Galard, imp. J. Claye, 4 vol., 1871-1876 Texte en ligne 1 2 3 4
- Maison de Bully, notice historique et généalogique, imp. J. Claye, 1874 Texte en ligne
- Maison de Soubiran de Campaigno, notice historique et généalogique, Dumoulin, 1874 Texte en ligne
- Maison de Gicquel, notice historique et généalogique, Dumoulin, 1877 Texte en ligne
- Maison de Clinchamp, histoire généalogique, Champion, 1884
- Artistes français et étrangers au Salon, 1885-1886, Dentu, Paris, 1885-1887
- Maison d'Amiens, histoire généalogique, 1888 Texte en ligne
- Maisons historiques de Gascogne, Guienne, Béarn, Languedoc et Périgord, Aubry et Dumoulin, Paris, 1865-68 Texte en ligne
- L'Âme des Êtres et des choses, poésies, Dentu, Paris, 1894
- Flahuto gascouno, poésies, 1897

## Sources
- Henry Camoy, Dictionnaire biographique international des écrivains